# Emma M
Emma Valérievna Blinkova, también conocida como  EMMA M (Yuzhno-Sajalinsk, Rusia, 16 de noviembre de 1992) es una cantante, cantautora, compositora y poeta rusa. Es miembro de la Unión Rusa de Escritores.

## Biografía
Nació el 16 de noviembre de 1992 en Yuzhno-Sajalinsk, en una familia de abogados militares. Desde niña, estudió piano en una escuela de música. Se dedicó a los bailes de salón deportivos, sambo, judo. Formó parte del grupo de reserva olímpica de judo. Practicante de yoga, aficionada a la cultura eslava, al tallado en madera, y al tiro con armas.
En 2015 se graduó de la Facultad de Derecho del Instituto de Economía, Derecho e Informática de Yuzhno-Sajalinsk.

## Carrera
Al mismo tiempo que sus estudios, creó su propia banda de versiones: «Opium», que actuó con éxito y ganó fama tanto en la isla de Sajalín como en otros lugares.
En 2014, actuó en el XXII Festival de Rusia «Primavera de estudiantes rusos» en Toliatti y obtuvo el segundo lugar. Tras la victoria, firmó un contrato con el centro de producción de Roman Emelyanov «Pro Talant», se mudó a Moscú y comenzó su carrera en solitario.
En 2015 actuó por primera vez en Moscú. En febrero de 2016, lanzó su miniálbum debut «1».
En 2017, se lanzó su primer álbum «Shtrijkody» («Штрихкоды»/«Los códigos de barras»).
Se hizo conocida como solista del grupo «EMMA M», intérprete de los hits «Shtrijkody» («Штрихкоды»/«Los códigos de barras»), «Beautiful Life» («La Bella Vida»), «Rakety» («Ракеты»/«Los Misiles») y muchos otros, que estuvieron en antena durante mucho tiempo en las estaciones de radio y encabezaron las listas de éxitos. La canción «Rakety» («Ракеты»/«Los Misiles») se convirtió en la banda sonora de la serie «Molodezhka» («Молодёжка») en STS. El vídeo debut de la canción «Shtrijkody» («Штрихкоды»/«Los códigos de barras») en YouTube fue visto por más de tres millones de personas, «Beautiful Life» («La Bella Vida») — por diez millones de personas.
En 2016 recibió el premio «Breakthrough of the Year» del canal «Music Box TV», y un año después ganó el premio «Major League of New Radio 2017». En 2018, recibió el premio «Golden Siren» de New Radio (el premio se otorga a los artistas cuyas canciones lideraron la lista de éxitos de la estación de radio durante un año) por la canción «Soliu» («Escrito con sal»).
Colaboró con muchos representantes conocidos de la escena rusa, incluidas pistas conjuntas lanzadas con Igor Nikolayev, Misha Marvin, Yelena Témnikova, Leonid Rudenko, Mari Kraymbreri y otros.
Fue invitada a transmisiones de radio y televisión de muchos medios federales y en línea. Es popular en los servicios de transmisión, sus pistas se escuchan alrededor de un millón de veces al mes.
En diciembre de 2019, dio un concierto en solitario en el Izvestia Hall. Ha actuado en los principales escenarios y festivales de Rusia: el Kremlin, Luzhniki, Roza Jútor, Life Fest Sochi, Europa Plus LIVE, Slavianski Bazaar, ZHARA, etc.
En diciembre de 2020 se rescindió el contrato con el productor por desacuerdos en la obra. Comenzó a colaborar con los sellos StarStone Music y BELIEVE International.
Ganador del premio «Golden Hit 2022» del canal «Music Box Gold TV» por la canción «Brodi v moiey pamiati» («Броди в моей памяти»/«Vaga en mi memoria»).
EMMA M se prepara actualmente para lanzar su segundo álbum en solitario «Dinamiki» («Динамики»/«Los Altavoces»).

## Discografía

### Álbum de estudio
«Shtrijkody» Archivado el 4 de marzo de 2023 en Wayback Machine. («Штрихкоды»/«Los códigos de barras»)
| N.º | Título                            | Escrito en Latino                  | Traducción                             | Duración |
| --- | --------------------------------- | ---------------------------------- | -------------------------------------- | -------- |
| 1   | «Музыка»                          | Muzyka                             | La Música                              | 3:24     |
| 2   | «Штрихкоды»                       | Shtrijkody                         | Los códigos de barras                  | 3:17     |
| 3   | «3D»                              | Tri de                             | 3D                                     | 3:49     |
| 4   | «Белые ночи»                      | Belyie nochi                       | Las noches blancas                     | 3:26     |
| 5   | «Ключи от сердца»                 | Kliuchi ot serdtsa                 | Las llaves del corazón                 | 2:56     |
| 6   | «Душа»                            | Dusha                              | El alma                                | 4:36     |
| 7   | «Рядом»                           | Riadom                             | Cuando estás cerca                     | 3:11     |
| 8   | «Ракеты»                          | Rakety                             | Los misiles                            | 3:33     |
| 9   | «Подарила»                        | Podarila                           | He regalado                            | 3:33     |
| 10  | «Искрами»                         | Iskrami                            | Las chispas                            | 4:00     |
| 11  | «Ракеты (DJ Sasha Dith Remix)»    | Rakety (DJ Sasha Dith Remix)       | Los misiles (DJ Sasha Dith Remix)      | 3:03     |
| 12  | «Искрами (DJ Antonio Remix)»      | Iskrami (DJ Antonio Remix)         | Las chispas (DJ Antonio Remix)         | 3:00     |
| 13  | «Ключи от сердца (DJ Noiz Remix)» | Kliuchi ot serdtsa (DJ Noiz Remix) | Las llaves del corazón (DJ Noiz Remix) | 2:57     |

### Miniálbum
«1» Archivado el 4 de marzo de 2023 en Wayback Machine.
| N.º | Título                            | Escrito en Latino                | Traducción                                  | Duración |
| --- | --------------------------------- | -------------------------------- | ------------------------------------------- | -------- |
| 1   | «Музыка»                          | Muzyka                           | La Música                                   | 3:20     |
| 2   | «Штрихкоды»                       | Shtrijkody                       | Los códigos de barras                       | 3:13     |
| 3   | «3D»                              | Tri de                           | 3D                                          | 3:49     |
| 4   | «Ракеты»                          | Rakety                           | Los misiles                                 | 3:33     |
| 5   | «Ключи от сердца»                 | Kliuchi ot serdtsa               | Las llaves del corazón                      | 2:53     |
| 6   | «Штрихкоды (DJ Sasha Dith Remix)» | Shtrijkody (DJ Sasha Dith Remix) | Los códigos de barras (DJ Sasha Dith Remix) | 2:48     |
| 7   | «Ракеты (DJ Sasha Dith Remix)»    | Rakety (DJ Sasha Dith Remix)     | Los misiles (DJ Sasha Dith Remix)           | 3:03     |

### Sencillos
| Año  | Título                                                           | Escrito en Latino        | Traducción               | Duración |
| ---- | ---------------------------------------------------------------- | ------------------------ | ------------------------ | -------- |
| 2016 | «С Новым Годом!»                                                 | S novym godom!           | ¡Feliz Año Nuevo!        | 3:48     |
| 2017 | «Beautiful Life»                                                 |                          | La Bella Vida            | 3:38     |
| 2017 | «Холодно» (feat. Mari Krajmbreri, Lx24, Luxor)                   | Jolodno                  | Tengo Frío               | 3:30     |
| 2017 | «Перемотай» (feat. Misha Marvin)                                 | Peremotay                | Retrocede                | 3:33     |
| 2018 | «Выпьем за любовь» (feat. Igor Nikolaev)                         | Vypiem za lubov          | Brindemos por el amor    | 3:12     |
| 2018 | «Клетка» (feat. Leonid Rudenko)                                  | Kletka                   | La Jaula                 | 3:48     |
| 2018 | «Солью»                                                          | Soliu                    | Escrito con sal          | 3:07     |
| 2018 | «Сопротивление бесполезно»                                       | Soprotivlenie bespolezno | La resistencia es inútil | 3:19     |
| 2019 | «Нереальная любовь» (feat. Elena Temnikova)                      | Nerealnaia lubov         | El Amor Irreal           | 2:41     |
| 2019 | «Нереальная любовь (Old School Edition)» (feat. Elena Temnikova) | Nerealnaia lubov         | El Amor Irreal           | 3:19     |
| 2019 | «Плавишь»                                                        | Plavish                  | Me Derrites              | 3:26     |
| 2020 | «Динамики»                                                       | Dinamiki                 | Los Altavoces            | 3:33     |
| 2021 | «Манекен»                                                        | Maneken                  | El maniquí               | 3:37     |
| 2021 | «Всё хорошо»                                                     | Vsio jorosho             | Todo bien                | 3:15     |
| 2022 | «Варвара» (feat. Jangin)                                         | Varvara                  | Varvara                  | 3:34     |
| 2022 | «Броди в моей памяти»                                            | Brodi v moiey pamiati    | Vaga en mi memoria       | 3:54     |
| 2022 | «Хиросима»                                                       | Jirosima                 | Hiroshima                | 4:07     |
| 2023 | «Делаешь больно»                                                 | Delaesh bolno            | Me haces daño            | 2:16     |